# Роузи Хантингтон Вајтли
Роузи Хантингтон-Вајтли (енгл. Rosie Huntington-Whiteley; рођена 18. априла 1987. године у Девону (Енглеска)) је енглеска манекенка и фото-модел.
Позната је по свом раду са кућом доњег веша, Викторијас Сикрет и по замењивању Меган Фокс у главној улози Карли у најновијем делу филма Трансформерси.

## Ранији живот
Роузи је рођена у Фридом Филдс болници у Плимуту, Девон, Енглеска, као кћерка Фионе, инструкторке фитнеса, и Чарлса Хантинготн-Вајтлија. Има млађег брата и сестру, Тобија и Флоренс. Њен прадеда је био политичар Сер Херберт Хантингтон-Вајтли, први барон, а њена прабаба је била из породице имиграната који су били Пољски Јевреји.

## Каријера
Роузи се појавила у рекламама за Ејберкромби енд Фич, Бурбери, Блумингдејлс, Клиник, Ди Кеј Ен Вај, Френч Конекшн, Л. А. М. Б., Пепе Џинс, Шиаци Чен, Ралф Лорен, и Топшоп, и многим другим. 2008, била је шесто место на Харперс Базаровој листи најбоље обучених за 2008. годину. Следеће године, Роузи је примила Ел награду за најбољег модела 2009. године. Такође је и снимила кратки провокативни филм за кућу Ејџент Провокатер где је играла жену чији је дечко заборавио Дан Заљубљених. Такође, била је сликана за чувени Пирели календар, где је фотограф био Тери Ричардсон 2010. године.
У априлу 2010, објављено је да ће Роузи бити ново лице за колекцију пролеће/лето бренда Монсун. Роузи и фотограф Ранкин радиће заједно да би створили књигу посвећену њој. Такође се појавила у новој серији Бурбери реклама за козметичку линију ове куће.

### Викторијас Сикрет
Од 2006, Роузи је модел за кућу доњег веша и козметике, Викторијас сикрет. Почела је са својом каријером за овај бренд на Викторијас сикрет модној ревији 2006. године, у колекцији Coquettish Fetish обучена у уски корсет са црном мрежом преко, ходајући пистом у Лос Анђелесу поред искусних модела као што су Жизел Биндшен, Алесандра Амброзио, и Адријана Лима. 2010. године, Роузи је постала Викторијас сикрет анђео. Роузи је такође и у каталогу купаћих костима ове куће из 2010. године, "SWIM".

### Трансформерси: Тамна страна месеца
У мају 2010. године, објављено је да ће Роузи замењивати Меган Фокс у главној женској улози најновијег дела филма Трансформерси, који је изашао 29. јуна 2011. године. Она је и пре тога сарађивала са режисером овог филма, Мајклом Бејом, на једној од реклама за кућу Викторијас сикрет. Ем Ти Ви Нетворкс назвао ју је 'Звездом коју највише ишчекивају да виде на телевизији 2011. године'.

## Приватни живот
Роузи је излазила са Тајроном Вудом, најмлађим сином Ронија Вуда, од августа 2007. до октобра 2009. године, пре него што је кренула да се забавља са француским глумцем Оливером Мартинезом. У априлу 2010. године, почела је да излази са енглеским глумцем Џејсоном Стејтамом.

## Филмографија
| Година | Назив                              | Улога         | Датум изласка |
| ------ | ---------------------------------- | ------------- | ------------- |
| 2011   | Трансформерси: Тамна страна Месеца | Карли Спенсер |               |
| 2015   | Побеснели Макс 4                   |               |               |